# كوينتن غريفين
كوينتن غريفين (بالإنجليزية: Quentin Griffin)‏ هو لاعب كرة قدم أمريكية أمريكي، ولد في 12 يناير 1981 في هيوستن في الولايات المتحدة.

## وصلات خارجية
- كوينتن غريفين على موقع مرجع كرة القدم المحترفة.كوم (الإنجليزية)